# Macaranga auctoris
Macaranga auctoris är en törelväxtart som beskrevs av Timothy Charles Whitmore. Macaranga auctoris ingår i släktet Macaranga och familjen törelväxter.
Artens utbredningsområde är Filippinerna. Inga underarter finns listade i Catalogue of Life.